# Anthony Gonzalez (politico)
Anthony Gonzalez (Cleveland, 18 settembre 1984) è un politico ed ex giocatore di football americano statunitense, membro della Camera dei Rappresentanti per lo stato dell'Ohio dal 2019 al 2023.

## Biografia
Di origini cubane, è nato a Cleveland dove ha frequentato la Saint Ignatius High School. Durante gli studi universitari all'Università statale dell'Ohio entra nella squadra di college football dell'Ohio State Buckeyes football. Nel 2007 comincia la sua carriera in National Football League con gli Indianapolis Colts dopo essere stato selezionato durante il Draft NFL 2007. Nel 2012 passa per un breve periodo ai New England Patriots prima di ritirarsi. Dopo il ritiro dal football ottiene un Master in business administration alla Stanford Graduate School of Business.
Nel 2018 si candida alla Camera dei Rappresentanti nel sedicesimo distretto dell'Ohio dopo il ritiro di Jim Renacci per candidarsi al Senato. Il 6 novembre vince le elezioni divenendo il primo ispanico a rappresentare l'Ohio al Congresso.
Si ritirerà dalla Camera dei rappresentanti alla fine del 117º Congresso
Sposato con Elizabeth, Gonzalez ha tre figli.